# Aufnahmeprüfung

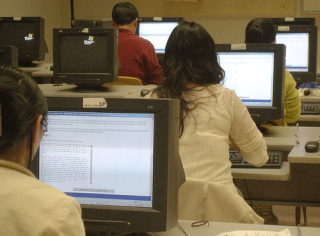
Aufnahmeprüfung in Indien

Eine Aufnahmeprüfung (in österreichischem Deutsch: Aufnahmsprüfung) soll sicherstellen, dass ein Lernender die Voraussetzungen für eine Lehrveranstaltung mitbringt.
Das kann bei Vorhandensein mehrerer Lerngruppen durch Einstufungstests geschehen, um festzustellen, auf welchem Niveau der Lernende am erfolgreichsten arbeiten kann. Häufig geht es darum, sicherzustellen, dass in der Lernveranstaltung ein Mindestniveau erzielt werden kann.
Besonders berüchtigt sind die angeblichen Aufnahmeprüfungen in japanische Elitekindergärten und -grundschulen, die auf die Aufnahmeprüfungen für weiterführende Schulen vorbereiten, die ihrerseits auf die Aufnahmeprüfungen in die Spitzenuniversitäten vorbereiten; vergleiche Schule in Japan.
Aufnahmeprüfungen sind umstritten, weil sie zum einen eine soziale Auslese fördern (Prüfungsvorbereitungen können sehr kostspielig sein) und zum anderen leistungshomogene Lerngruppen bewirken sollen, die in der Lerntheorie nicht allgemein als sinnvolle Lernvoraussetzung angesehen werden.